# メリダのエウラリア
メリダのエウラリア（スペイン語：Eulalia de Mérida, 290年 - 304年）は、初期キリスト教の殉教者。ディオクレティアヌス帝とマクシミアヌス帝の共同統治時代、ルシタニアのエメリタ（現在のメリダ）で殉教した。ローマ・カトリックの聖人となっており、祝日は12月10日。逃亡者・拷問の犠牲者の守護聖人。メリダ及びオビエドの守護聖人。 

## 生涯
12歳から14歳だったというエウラリアは、キリスト教徒として純潔を捧げるつもりであった。304年頃、彼女は母親によって田舎へ隔離されていた。なぜなら、市民全てがローマの神々を信仰するよう強制されていたからである。エウラリアは知事の法廷でキリスト教徒であることを告白し、多神教の神とマクシミアヌス帝を侮辱して逃亡した。貴族らは彼女を殉教させようとした。判事はおべっかを使ったり賄賂を使おうとしたが失敗に終わった。5世紀の詩人プルデンティウスによると、エウラリアはこう言ったという。
Isis Apollo Venus nihil est,
Maximianus et ipse nihil:
illa nihil, quia factu manu;
hic, manuum quia facta colit
イシス, アポロン そして ウェヌスは滅びた
マクシミアヌスも誰もいない
彼らは何者でもなく、手で作られた細工品だった
手で作られた彼は、彼を作ったその仕業が崇拝されるのだ
彼女は兵士たちによって服を引きはがされ、ねじで固定され松明で焼かれる拷問に遭わされ、火刑にされた。彼女は煙を吸って窒息した。彼女はその間拷問をあざけり続け、口の中から鳩をはき出した。これにおびえきった兵士たちは逃げ、奇跡が起き、彼女の体を周囲の視線から隠すために雪が覆った。目撃者たちはエウラリアの聖人としての資格を確信したのである。  
彼女の墓を祀る教会がすぐさま建てられた。エウラリアの列聖は350年になされ、既にキリスト教徒たちに人気があった。プルデンティウスの詩は彼女の名声を高め、彼女の聖遺物はイベリア半島を伝ってばらまかれた。司教フィデリスは、560年頃にエウラリアの名を冠した聖堂を再建した。彼女の菩提寺は、西ゴート王国時代にもっとも人気のあるものとなった。780年頃、遺体がアストゥリアス王シロによってオビエドへ移送された。1075年には、アルフォンソ6世によって捧げられたアラビア風の銀製棺が用意された。1639年、彼女はオビエドの守護聖人となった。